# Bosque sagrado de Osun-Osogbo
Ọṣun-Oṣogbo, Bosque Sagrado de Osun-Osogbo o Templo de Osun es un bosque sagrado en la orilla del río Osún que se encuentra en la ciudad de Osogbo, estado de Osún, Nigeria. Fue declarado Patrimonio de la Humanidad por la Unesco en el año 2005.
El Bosque sagrado de Osun-Osogbo es una de las raras zonas de bosque primario que restan en el país. Antiguamente lindaban con la mayor parte de ciudades de los Yoruba, antes de la gran urbanización del país.
El Templo de Osun como es conocido por los afroamericanos que procesan el culto a Osun en las Religiones Afroamericanas. Osun, es una de las divinidades del panteón yoruba, se considera que ha elegido domicilio allí. Han sido erigidas numerosas esculturas de carácter religioso.

## Galería

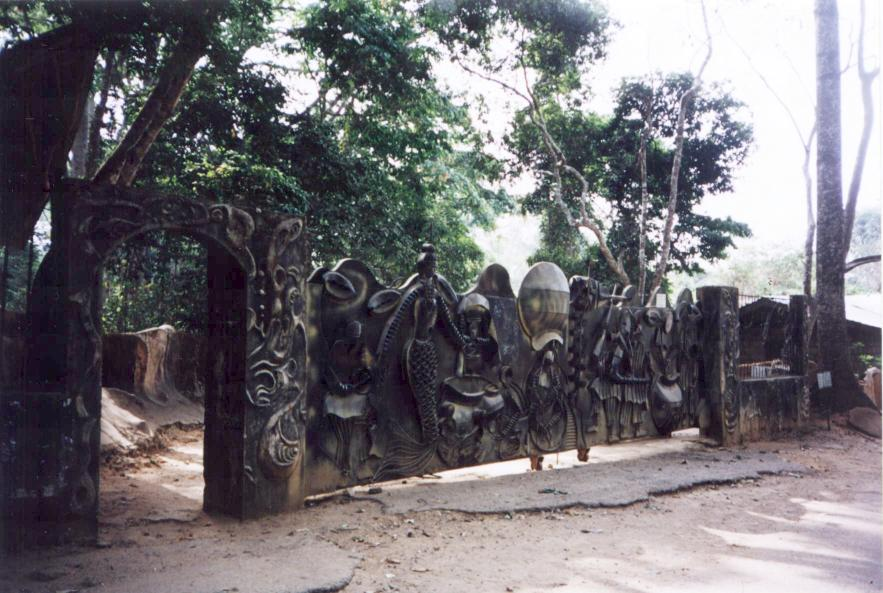
Templo de Osun en Osogbo.
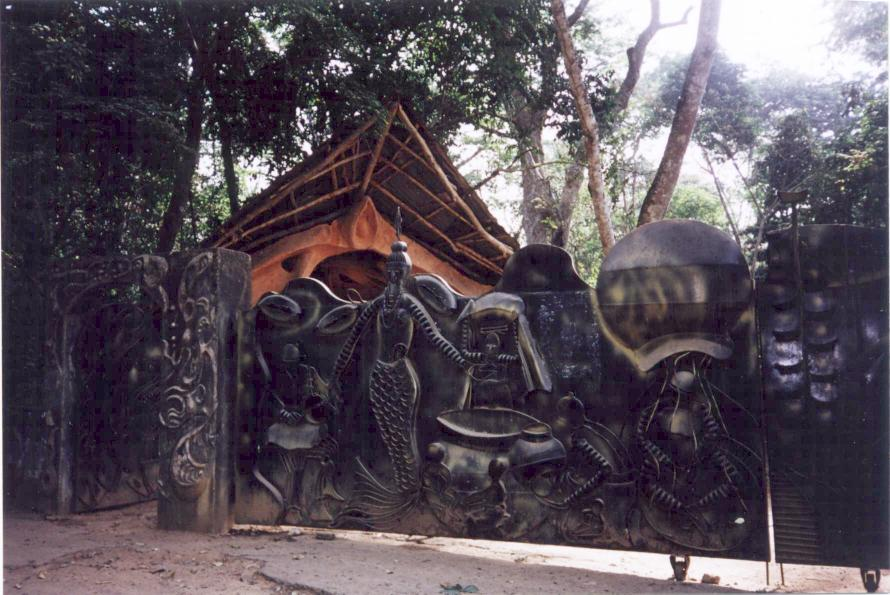
Templo de Osun en Osogbo.
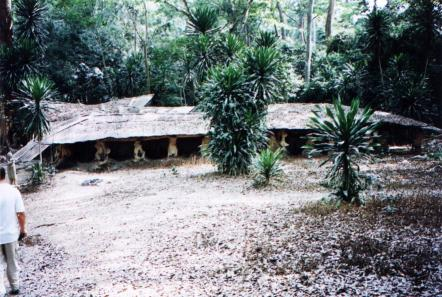
Templo de Osun en Osogbo.

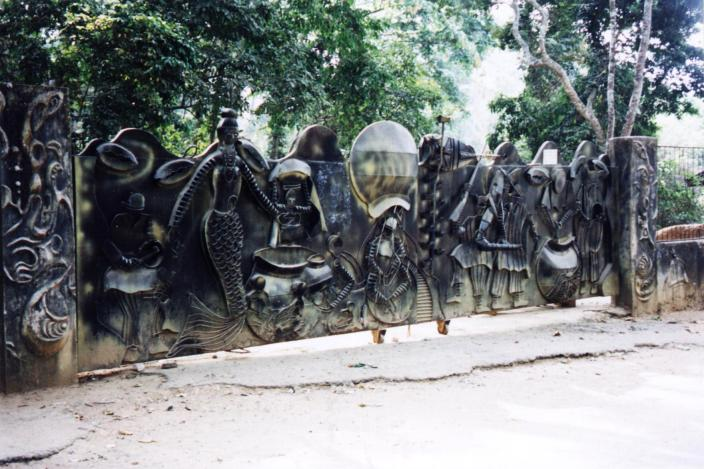
Templo de Osun en Osogbo.
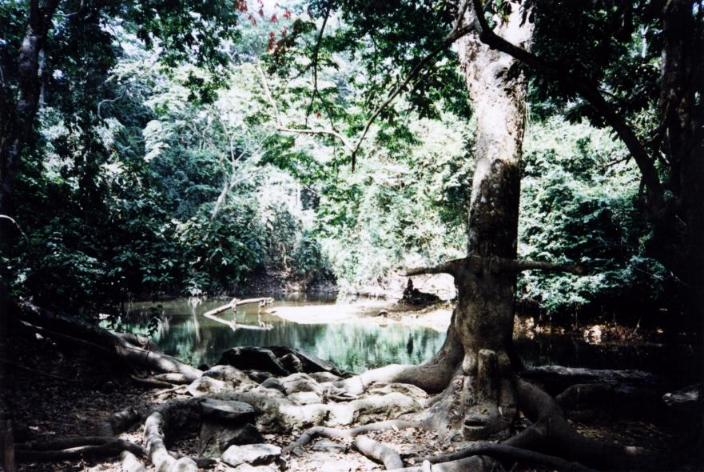
Río Osun.